# Richard Potts
Richard Potts (ur. 19 lipca 1753 w Upper Marlboro w Maryland, zm. 26 listopada 1808 we Frederick, Maryland) – amerykański polityk z Maryland.
W 1781 roku był delegatem stanu Maryland do Kongresu Kontynentalnego.
W latach 1793–1796 zasiadał w Senacie Stanów Zjednoczonych jako przedstawiciel stanu Maryland.